# Wierch Wisełka
Der Wierch Wisełka ist ein Berg in Polen. Mit einer Höhe von 1192 m ist er einer der höheren Berge  im Barania-Kamm in den Schlesischen Beskiden. Der Gipfel gehört zum Gemeindegebiet von Wisła. 

## Tourismus
- Auf den Gipfel führen markierte Wanderwege von Wisła. Über den Gipfel führt unter anderem der Beskiden-Hauptwanderweg